# شهرستان لژه

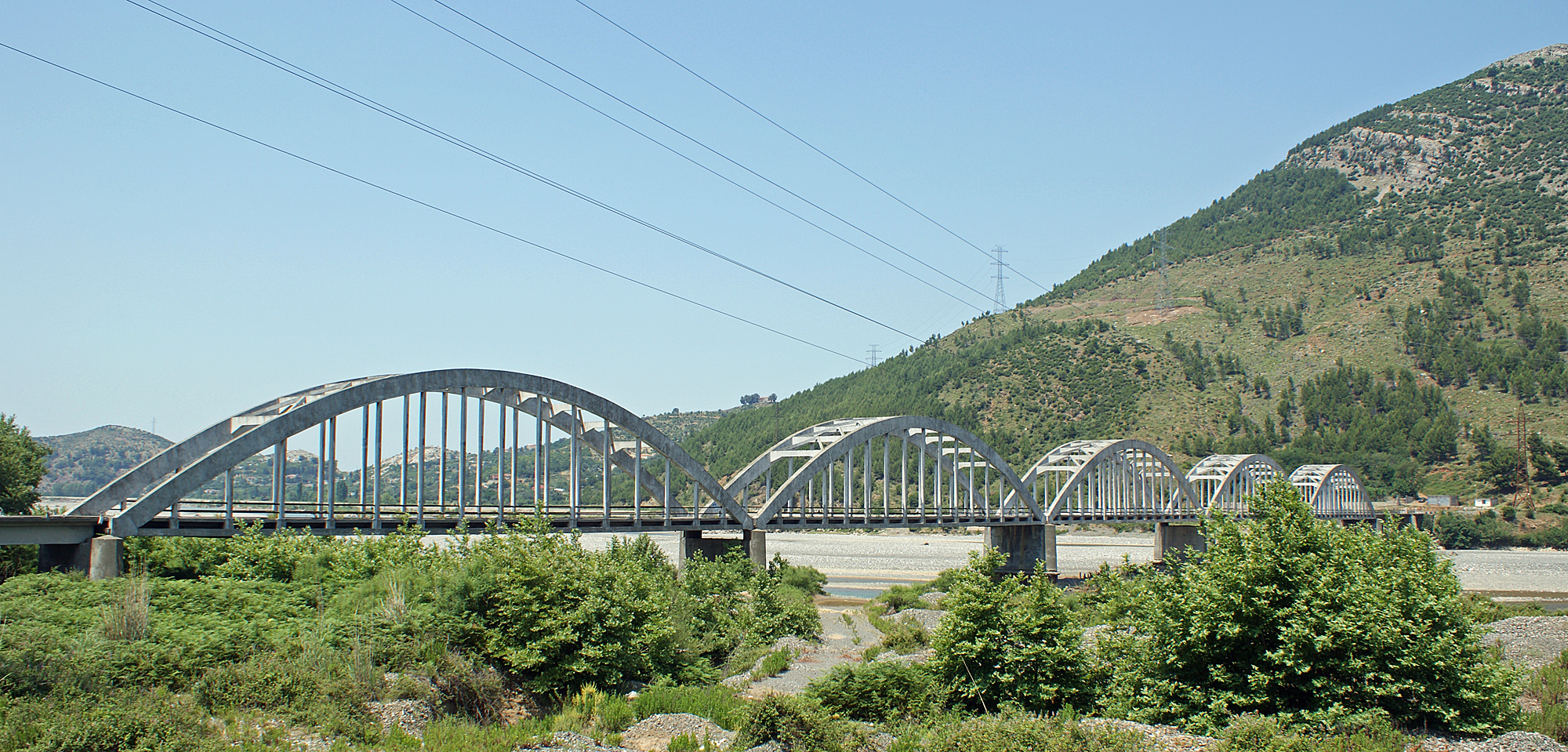
پُل روگو.

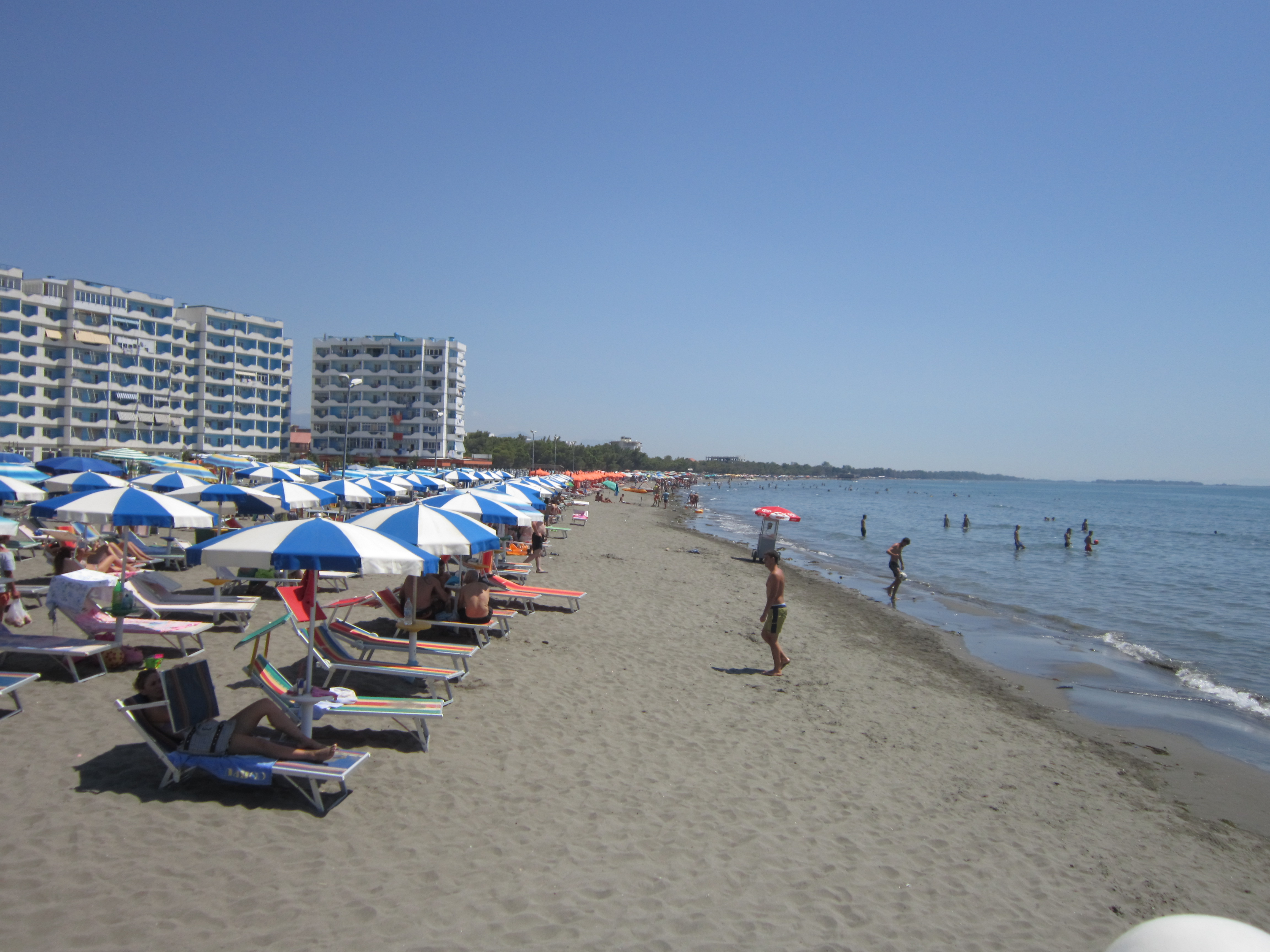
ساحلِ شنگین

شهرستان لژه (آلبانیایی: Qarku i Lezhës) یکی از ۱۲ شهرستان کشور آلبانی است که بر اساس سرشماری سال ۲۰۱۱ میلادی، ۱۳۴٬۰۲۷ تن جمعیت داشته و مساحت آن ۱۶۲۰ کیلومترمربع بوده‌است. از نظر مذهبی، اکثریت مردم این شهرستان با ۷۲٫۳۸ درصد، مسیحی کاتولیک هستند و اقلیتی ۱۴٫۸۱ درصدی نیز مسلمان‌اند. از نظر قومی نیز، آلبانیایی‌ها در اکثریت‌اند. شهر لژه مرکز این شهرستان است.

## تقسیمات اداری
تا سال ۲۰۰۰ میلادی، شهرستان لژه به ۳ ناحیه تقسیم می‌شد: ناحیه کوربین، ناحیه لژه و ناحیه میردیته. از سال ۲۰۱۵ میلادی، پس از اصلاحات دولت در زمینهٔ تقسیمات اداری، این شهرستان شامل ۳ شهرداری شد: کوربین، لژه و میردیته. تعداد روستاهای این شهرستان نیز ۱۷۵ روستا است. شهرستان لژه پیش از سال ۲۰۱۵ میلادی، دارای ۲۱ شهرداری به‌شرح زیر بود:
- بالدرن ای ری
- بلینیشت
- دایچ
- فان
- فوشه-کوکه
- کاچینار
- کالمت
- کولش
- کتله
- لاچ
- لژه
- ماموراس
- میلوت
- اوروش
- رریشن
- روبیک
- سلیته
- شنگین
- شنکول
- اونگری
- زیمن

شهرداری‌های ذکرشده، مجموعاً دارای حدود ۱۷۵ شهرک و روستا هستند.

## ترکیب جمعیتی
براساس آخرین سرشماری ملی آلبانی در سال ۲۰۱۱ میلادی، این شهرستان ۱۳۴٬۰۲۷ نفر جمعیت داشت و تراکم جمعیتی آن نیز ۸۳/کیلومتر مربع (۲۱۰/پا) بوده‌است. ترکیب جمعیتی افراد شمارش‌شده بر اساس گروه‌های قومی، به شرح زیر است:
- آلبانیایی‌ها = ۱۱۶٬۴۶۹ (۸۶٫۹۰٪)
- یونانی‌ها = ۴۱ (۰٫۰۳٪)
- مقدونیه‌ای‌ها = ۹ (۰٫۰۱٪)
- مونته‌نگرویی‌ها = ۸ (۰٫۰۱٪)
- آرومانیانی‌ها = ۱۵ (۰٫۰۱٪)
- کولی‌ها = ۱۸۷ (۰٬۱۴٪)
- مصری‌ها = ۲۴۰ (۰٬۱۸٪)
- دیگر قومیت‌ها= ۱۸ (۰٫۰۱٪)
- بدون پاسخ = ۱۷٬۰۴۰ (۱۲٫۷۱٪)

مجموعاً ۱۴٬۸۱ درصد از جمعیت این شهر مسلمان، ۷۲٬۳۸ درصد پیرو کلیسای کاتولیک، ۰٬۲۵ درصد پیرو کلیسای ارتدوکس آلبانی، ۰٬۰۶ درصد پیرو کلیسای پروتستان و ۰٬۰۱ درصد نیز پیرو دیگر کلیساهای مسیحی هستند. ۱٬۰۹ درصد مؤمنان بدون دین و ۰٬۱۳ درصد خداناباور هستند. ۸ درصد نیز عقیده‌شان را ابراز نکردند.

## سیاست
شهرستان لژه دارای ۷ کرسی از ۱۴۰ کرسی پارلمان آلبانی است که برای دوره‌ای ۴ ساله انتخاب می‌شوند.